# Kim Byeong-ok
Kim Byeong-ok (en hangul, 김병옥; RR, Gim Byeong-ok; 11 de octubre de 1960) es un veterano actor surcoreano.

## Biografía
Se graduó del departamento de teatro del Instituto de las Artes de Seúl (Seoul Institute of The Arts).
Está casado con Lee Eun-ja (이윤자), la pareja tiene dos hijas Kim Gyeong-seon y Kim Ji-seon.

## Carrera
Es miembro de la agencia TheCNT Entertainment (스케치이앤엠).
En 2003, apareció en la película Old Boy donde dio vida al señor Han, el jefe de departamento de seguridad.
En mayo de 2013, se unió al elenco principal de la serie Cruel City (también conocida como Heartless City), donde interpretó a Kim Kyung-shik (Jeoul, "Scale"), el jefe de la red de narcóticos y establecimientos de entretenimiento para adultos.
En junio del mismo año, se unió al elenco recurrente de la serie I Can Hear Your Voice donde dio vida a Hwang Dal-joong, el compañero de celda de Min Joon-gook (Jung Woong-in).
En 2016 se unió al elenco recurrente de la serie Beautiful Gong Shim donde interpretó a Yeom Tae-cheol, el director gerente de Star Distribution Group y tío Seok Joon-soo (On Joo-wan).
En diciembre del mismo año se unió al elenco principal de la serie The Sound of Your Heart donde dio vida a Jo Chul-wang, el padre de Jo Seok (Lee Kwang-soo).
En enero de 2017, se unió al elenco recurrente de la serie Rebel: Thief Who Stole the People donde interpretó a Uhm Ja-chi, un magistrado.
En julio del mismo año se unió al elenco recurrente de la serie Man Who Dies to Live donde dio vida al Señor Han, el gerente de la agencia de detectives.
En octubre del mismo año, se unió al elenco recurrente de la serie Go Back Couple donde interpretó a Choi Gi-il, el padre de Choi Ban-do (Son Ho-jun).
En mayo de 2018 se unió al elenco recurrente de la serie Secret Mother donde dio vida a Lee Byung-hak, un inquilino que posee varios edificios y el esposo de Song Ji-ae (Oh Yeon-ah).
En junio del mismo año, se unió al elenco recurrente de la exitosa serie surcoreana What's Wrong with Secretary Kim donde interpretó a Lee Dong-soo, el padre de Young-joon (Park Seo-joon) y Sung-yeon (Lee Tae-hwan).
En febrero de 2019, se unió al elenco recurrente de la serie Legal High donde dio vida a Bang Dae-han, el CEO del bufete de abogados «B&G». Sin embargo, ese mismo mes, emitió un comunicado donde anunció que había decidido retirarse de la serie luego del incidente en el que se vio involucrado por manejar en estado de ebriedad.

## Filmografía

### Series de televisión
| Año     | Título                              | Personaje                       | Notas              | Ref.          |
| ------- | ----------------------------------- | ------------------------------- | ------------------ | ------------- |
| 2008    | When It's At Night                  | Kim Hyuk-jung / Kim Sang        |                    |               |
| 2008    | Love is Delicious                   | Jin Tae-soo                     |                    |               |
| 2010    | God's Quiz                          | CEO                             | Invitado, ep. 2    |               |
| 2012    | Fashion King                        | Director Kim                    |                    |               |
| 2013    | Incarnation of Money                | Director del Asilo              | Invitado, ep. 11   |               |
| 2013    | I Summon You, Gold! (Pots of Gold)  | Hwang Jong-pal                  |                    |               |
| 2013    | Cruel City                          | Kim Kyung-shik (Jeoul, "Scale") |                    |               |
| 2013    | I Can Hear Your Voice               | Hwang Dal-jung                  |                    |               |
| 2013    | The King's Daughter, Soo Baek-hyang | Yeon Bool-tae                   |                    |               |
| 2014    | Kang Koo's Story                    | -                               |                    |               |
| 2014    | Triangle                            | Go Bok-tae                      |                    |               |
| 2014    | Modern Farmer                       | Han In-ki                       |                    |               |
| 2014    | Birth of a Beauty                   | Adivino                         | Invitado, ep. 1    |               |
| 2014    | Mr. Back                            | Dr. Kim                         | Invitado           |               |
| 2015    | Shine or Go Crazy                   | Ji-mong                         |                    |               |
| 2015    | The Girl Who Sees Smells            | Sa-joon                         |                    |               |
| 2015    | Mask                                | Director Shim                   |                    |               |
| 2015    | Mrs. Cop                            | Asesino                         |                    |               |
| 2015    | Sweet, Savage Family                | Presidente Goo                  | Invitado, ep. 1    |               |
| 2016    | Puck!                               | Gye Sang-soo                    |                    |               |
| 2016    | Beautiful Gong Shim                 | Yeom Tae-cheol                  |                    |               |
| 2016    | Wanted                              | Det. Jung Joong-ki              |                    |               |
| 2016    | Uncontrollably Fond                 | Hyun-gil                        | Aparición especial |               |
| 2016    | Blow Breeze                         | Cirujano Plástico               | Aparición especial |               |
| 2016    | The Sound of Your Heart             | Jo Chul-wang                    | 20 episodios       |               |
| 2017    | Rebel: Thief Who Stole the People   | Uhm Ja-chi                      |                    |               |
| 2017    | My Sassy Girl                       | Park Sun-jae                    |                    |               |
| 2017    | Man Who Dies to Live                | Mr. Han                         |                    |               |
| 2017    | Because This is My First Life       | Yoon Jong-soo                   |                    |               |
| 2017    | Go Back Couple                      | Choi Gi-il                      |                    |               |
| 2017-18 | Black Knight: The Man Who Guards Me | Park Chul-min                   |                    | [ 10 ]        |
| 2018    | Secret Mother                       | Lee Byung-hak                   |                    |               |
| 2018    | What's Wrong with Secretary Kim     | Lee Dong-soo                    |                    |               |
| 2018    | My Secret Terrius                   | Yoon Choon-sang                 |                    |               |
| 2019    | Legal High                          | Bang Dae-han                    |                    |               |
| 2021-22 | Show Window: Queen's House          | Kang Dae-wook                   |                    |               |
| 2023    | Queenmaker                          |                                 | Serie web          | [ 11 ]        |
| 2024    | Gangnam, bajos fondos               | Woo Dae-sik                     | Serie web          | [ 12 ] [ 13 ] |

### Películas
| Año  | Título                            | Personaje                     | Notas                                                                               |
| ---- | --------------------------------- | ----------------------------- | ----------------------------------------------------------------------------------- |
| 2020 | Mephisto                          | -                             |                                                                                     |
| 2020 | Okay! Madam                       | Jang Pil-jun                  |                                                                                     |
| 2018 | The Spy Gone North                | Dr. Jang                      | (invitado)                                                                          |
| 2018 | The Witch: Part 1. The Subversion | Oficial de la Policía         | junto a Kim Da-mi, Jo Min-su, Choi Woo-shik, Park Hee-soon y Go Min-si - (invitado) |
| 2017 | The Sheriff in Town               | Jefe Kang                     |                                                                                     |
| 2016 | Operation Chromite                | Choi Seok-joong               | junto a Lee Beom-soo, Lee Jung-jae, Jin Se-yeon y Liam Neeson                       |
| 2016 | A Violent Prosecutor              | Direcotr Park                 |                                                                                     |
| 2015 | Inside Men: The Original          | Oh Myung-hwan                 | junto a Lee Byung-hun, Jo Seung-woo, Baek Yoon-sik, Lee Geung-young y Bae Seong-woo |
| 2015 | Inside Men                        | Oh Myung-hwan                 | junto a Lee Byung-hun, Jo Seung-woo, Baek Yoon-sik, Lee Geung-young y Bae Seong-woo |
| 2015 | The Priests                       | Profesor Park                 |                                                                                     |
| 2015 | Dog Eat Dog                       | Min Tae-sik (voz)             | (invitado)                                                                          |
| 2014 | Kundo: Age of the Rampant         | Taobushi                      | junto a Ha Jung-woo, Gang Dong-won, Lee Geung-young, Ma Dong-seok y Lee David       |
| 2014 | Man on High Heels                 | Doctor Jin                    | junto a Cha Seung-won, Oh Jung-se y Esom                                            |
| 2014 | Man In Love                       | Sacerdote                     |                                                                                     |
| 2013 | Fasten Your Seatbelt              | Monje Budista                 |                                                                                     |
| 2013 | The Beans                         | Jang Baek-ho                  |                                                                                     |
| 2013 | Cold Eyes                         | Agente de Bolsa               |                                                                                     |
| 2013 | The New World                     | Asesino                       |                                                                                     |
| 2012 | Love Clinique                     | Director de Animación         |                                                                                     |
| 2012 | Wonderful Radio                   | Gerente Im                    | junto a Lee Min-jung, Lee Kwang-soo, Jeong Yu-mi, Lee Jung-jin y Kim Hae-sook       |
| 2011 | Romantic Heaven                   | Hombre                        |                                                                                     |
| 2010 | The Quiz Show Scandal             | Kim Jeong-sang                |                                                                                     |
| 2010 | Death Bell 2: Bloody Camp         | Maestro Kang                  | junto a Park Ji-yeon, Hwang Jung-eum, Yoon Shi Yoon, Park Eun-bin y Kim Su-ro       |
| 2009 | The Weird Missing Case of Mr. J   | Gerente de Sucursal           |                                                                                     |
| 2009 | Insadong Scandal                  | Detective Kang                |                                                                                     |
| 2008 | Dachimawa Lee                     | Mr. Wang                      |                                                                                     |
| 2008 | Baby & I                          | Padre de Han Joon-soo         |                                                                                     |
| 2008 | Open City                         | Hong Ki-taek / Hong Yong-taek |                                                                                     |
| 2006 | I'm a Cyborg, But That's OK       | Juez                          | junto a Rain, Im Soo-jung, Choi Hee-jin y Park Byung-eun                            |
| 2006 | Sunflower                         | Jo Pan-soo                    |                                                                                     |
| 200  | No Mercy for the Rude             | "Ponytail"                    |                                                                                     |
| 2006 | Forbidden Quest                   | Primer Viceministro           | junto a Han Suk-kyu, Lee Beom-soo, Kim Min-jung, Oh Dal-su, Woo Hyun y Ahn Nae-sang |
| 2005 | Sympathy For Lady Vengeance       | Predicador                    | junto a Lee Young-ae y Choi Min-sik                                                 |
| 2003 | Old Boy                           | Mr. Han                       | junto a Choi Min-sik, Yoo Ji-tae, Kang Hye-jung y Oh Dal-su                         |
| 2003 | The Classic                       | Profesor                      |                                                                                     |

### Programas de variedades
| Año        | Programa                                            | Notas                      |
| ---------- | --------------------------------------------------- | -------------------------- |
| 2018       | Love On The Air: Season 2 (TV는 사랑을 싣고 시즌 2) | (ep. #13) - invitado       |
| 2018       | Running Man                                         | (ep. #425) - invitado      |
| 2018       | Please Take Care of My Refrigerator                 | (ep. #196-197) - invitado  |
| 2017       | Crime Scene: Season 3                               | (ep. #4) - invitado        |
| 2013, 2017 | Happy Together Season 3                             | (ep. #321, 496) - invitado |
| 2016       | New Boy                                             | miembro                    |
| 2013       | Hwasin: Controller of the Heart                     | (ep. #29) - invitado       |
| -          | Live Talk Show Taxi                                 | (ep. #306) - invitado      |

### Teatro
| Año  | Título          | Personaje | Notas |
| ---- | --------------- | --------- | ----- |
| 2012 | 서툰 사람들     | -         |       |
| 2004 | Hamlet          | -         |       |
| -    | The Vinyl House | -         |       |
| -    | Don Quixote     | -         |       |
| -    | King Lear       | -         |       |

### Anuncios
| Año  | Título                                                     | Notas                 |
| ---- | ---------------------------------------------------------- | --------------------- |
| 2018 | 제일제당 - 비비고육개장                                    | junto a Park Seo-joon |
| 2018 | 노랑통닭                                                   |                       |
| 2017 | 한국방송광고진흥공사 공익광고협의회 스마트폰 예절 공익광고 |                       |
| 2015 | 티몬                                                       |                       |

### Revistas / sesiones fotográficas
| Año  | Título      | Notas                       |
| ---- | ----------- | --------------------------- |
| 2015 | Maxim Korea | (publicación de septiembre) |